# Pectenodoris
Pectenodoris is een geslacht dat behoort tot de familie Chromodorididae.